# Esteban Guzmán
Esteban Alonso Enrique Guzmán Rioseco (Molina, 31 de octubre de 1992) es un comunicador digital, activista de derechos LGBT y político chileno. Fue portavoz y presidente ejecutivo del Movimiento de Integración y Liberación Homosexual (Movilh). Actualmente es corresponsal en América Latina para el periódico Washington Blade.
El 22 de octubre de 2015 junto a Vicente Medel celebró la primera unión civil gay de Chile en la Gobernación de Concepción.

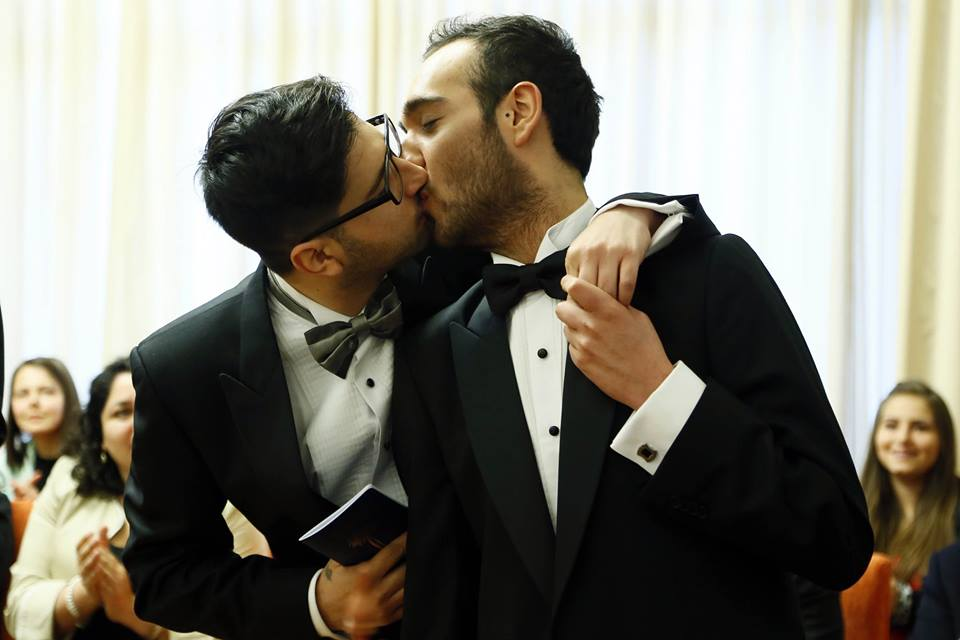
Esteban Guzmán durante la firma de su Acuerdo de Unión Civil.

En el mismo año fue reconocido como uno de los 50 jóvenes líderes del sur de Chile, por ser un defensor y por conseguir logros importantes para gays, lesbianas, bisexuales, transexuales e intersexuales en la zona. En 2017 la entonces presidenta Michelle Bachelet lo reconoció como dirigente social destacado.[cita requerida]

## Familia y formación
Guzmán Rioseco nació en la comuna de Molina; se crio en una familia conservadora adventista integrada por su madre, hermanos y abuela. Guzmán se bautizó y profesó la religión adventista hasta que fue expulsado por su homosexualidad.
Estudió en el Colegio Adventista de Molina y posteriormente entró a estudiar periodismo a la Universidad Finis Terrae, ubicada en Santiago de Chile, para luego continuar sus estudios en la Universidad Católica de la Santísima Concepción en Concepción.

## Activismo y política
Fue el primer activista LGBT en ser recibido en la Municipalidad de Concepción donde logró que se aprobara una ordenanza municipal contra la discriminación y que fuera iluminado el frontis del edificio con los colores del arcoíris en el día internacional contra la homofobía y transfobía.  Además consiguió que se izara la bandera LGTB en el Gobierno Regional del Bío-Bío.
Guzmán fue el primer activista gay de regiones en sostener reuniones bilaterales con presidentes de la República (Sebastián Piñera y Michelle Bachelet).
Ha llevado y liderado un emblemático caso a la Corte Suprema de Chile, en el que la máxima autoridad judicial del país reconoció el derecho a Vladimir Urrutia para decidir dónde deben descansar los restos de su pareja fallecida, pese a que nunca pudieron legalizar sus 12 años de relación pues al momento de su deceso en Chile no existía ninguna legislación que protegiera a las familias homoparentales.